# Jørgen Karterud
Jørgen Karterud, född 6 maj 1994 i Oslo, är en norsk professionell ishockeyspelare som spelar för Vålerengens IF i EHL. Karterud påbörjade sin seniorkarriär med just Vålerengen säsongen 2011/12 och tog ett norskt silver med klubben 2013. Efter två säsonger med Vålerengen flyttade han till Nordamerika och spelade för Sault Ste. Marie Greyhounds i OHL, innan han återvände hem för ytterligare två säsonger med Vålerengen.
Inför säsongen 2016/17 lämnade Karterud Norge för spel i Sverige. Han spelade under två säsonger först för Västerviks IK i Hockeyallsvenskan, där han också blev utlånad till Linköping HC i SHL. Därefter spelade han en säsong för Karlskrona HK i Hockeyallsvenskan, innan han anslöt till den slovakiska klubben HK Poprad i Extraliga 2019. Sedan början av 2020 tillhör han åter Vålerengen. Säsongen 2023/24 tog han sitt andra norska silver med klubben.
Karterud har representerat Norge vid ett världsmästerskap och två JVM.

## Karriär

### Klubblag
Karterud påbörjade sin ishockeykarriär med moderklubben Vålerengens IF. Säsongen 2009/10 gjorde Karterud 56 poäng på 26 matcher med klubben U17-lag och var med det lagets poängmässigt bästa spelare. Under samma säsong spelade han också med Vålerengen U19, med vilka han vann ett norskt guld. Säsongen därpå tog han ett silver med Vålerengen U19 och därefter ytterligare ett guld säsongen 2011/12. Karterud gjorde debut i Eliteserien med Vålerengens A-lag säsongen 2011/12 och noterades för två poäng på nio matcher (ett mål, en assist). Säsongen 2012/13 kombinerade Karterud spel med klubbens A-lag och spel med Vålerengen U20. Under slutspelet spelade Karterud sex matcher och tilldelades ett norskt silver sedan laget förlorat finalserien med 2–4 mot Stavanger Oilers. I slutspelet för U20 vann laget guld och Karterud vann också både den totala poäng- och skytteligan sedan han stått för 18 poäng på 6 matcher (14 mål, 4 assist). Under sommaren 2013 lämnade han laget för spel med Sault Ste. Marie Greyhounds i OHL. Efter en säsong i Nordamerika återvände han till Vålerengen och Eliteserien. Karterud tillbringade de två efterföljande säsongerna med Vålerengen och gjorde sin poängmässigt bästa säsong i Eliteserien 2015/16 då han på 45 matcher stod för 40 poäng (20 mål, 20 assist).
I mitten av maj 2016 meddelades det att Karterud lämnat Norge för spel med Västerviks IK i Hockeyallsvenskan. I oktober samma år lånades han ut i fyra matcher till Linköping HC i Svenska hockeyligan, där han gjorde debut den 1 oktober 2016. Den 15 februari 2017 lämnade Karterud Västervik för att avsluta säsongen i SHL med Linköping. Den 9 juni 2017 meddelade Västerviks IK att man förlängt avtalet med Kartertud med ytterligare en säsong. Han missade dock en stor del av efterföljande säsong på grund av en ljumskskada. Han spelade därför endast 17 matcher i grundserien. Den 4 maj 2018 meddelade Karlskrona HK att man skrivit ett ettårskontrakt med Karterud.
Den 22 maj 2019 meddelades det att Karterud lämnat Sverige för spel med den slovakiska klubben HK Poprad i Extraliga. Han spelade 19 matcher för klubben och noterades för tre mål innan det bekräftades den 8 januari 2020 att Karterud lämnat klubben och återvänt till Vålerengen, med vilka han skrivit avtal med till och med säsongen 2020/21. Den 5 mars samma år noterades han för ett hat trick då Storhamar besegrades med 3–2. Med Vålerengen snittade Karterud en poäng per match och noterades för elva mål på 16 grundseriematcher säsongen 2019/20. Den efterföljande säsongen spelade han 14 grundseriematcher och noterades för elva poäng, varav tre mål. Den 5 maj 2021 meddelades det att Karterud förlängt sitt avtal med klubben med ytterligare två år.
I inledningen av säsongen 2022/23 ådrog sig Karterud en armbågsskada, vilken krävde operation. Han spelade därför endast nio matcher av grundserien, där han noterades för fem mål och tre assistpoäng. I sin comeback den 16 februari 2023 noterades Karterud för ett hat trick i en 6–2-seger mot Grüner. I slutspelet slog Vålerengen ut Frisk Asker i kvartsfinal med 4–0 i matcher, innan man besegrades av Storhamar med 4–2 i semifinalserien. På tio slutspelsmatcher stod Karterud för åtta poäng och var med sex gjorda mål lagets främste målskytt. Efter säsongens slut bekräftades det den 12 maj 2023 att Karterud förlängt sitt avtal med klubben med ytterligare två säsonger. Karterud gjorde därefter sin poängmässigt bästa grundserie sedan säsongen 2015/16. På 45 matcher stod han för 28 poäng, varav 13 mål. I slutspelet tog sig Vålerengen till finalspel sedan man slagit ut Stjernen Hockey (4–1) och Stavanger Oilers (4–3). I finalseriens andra match, i en 5–2-seger mot Storhamar, noterades Karterud för ett hat trick. Man förlorade dock övriga matcher och besegrades därmed med 4–1 i matcher.
Säsongen 2024/25 gjorde Karterud sin målmässigt bästa grundserie i EHL sedan säsongen 2015/16. På 38 matcher stod han för 22 poäng, varav 14 mål. Vålerenga slutade på fjärde plats i grundserien och i det följande slutspelet slog man ut Sparta Warriors med 4–2 i matcher. I seriens sista match ådrog sig Karterud en skada som gjorde att han missade resten av slutspelet; Vålerenga slogs ut med 4–0 i semifinalserien mot Storhamar. Den 4 juni 2025 bekräftades det att Karterud förlängt sitt avtal med klubben med ytterligare två år.

### Landslag
Karterud blev uttagen att spela U18-VM i Tyskland 2011. Norge föll i samtliga gruppspelsmatcher och tvingades därmed spela i nedflyttningskvalet. Väl där slutade laget näst sist och degraderades därmed till U18 division 1. På sex matcher stod Karterud för ett mål. Året därpå slutade Norge tvåa i grupp A i U18-VM:s Division 1 och misslyckades att ta sig tillbaka till toppdivisionen. På fem matcher noterades Karterud för sju poäng (två mål, fem assist).
Karterud spelade sitt första JVM 2013, i Frankrike. Norge spelade i division 1 A och lyckades vinna samtliga gruppspelsmatcher och blev därför uppflyttade till JVM:s toppserie. På fem matcher stod Karterud för fyra poäng (två mål, två assist). Karterud spelade sitt andra och sista JVM 2014, i Sverige. Norge förlorade samtliga matcher i gruppspelsrundan, bland annat med 0–11 och 0–10 mot Ryssland respektive Sverige. I utslagsrundan föll Norge mot Tyskland med 2–1 i matcher. Karterud stod för tre poäng på sju matcher (ett mål, två assist).
Kartrud blev 2017 uttagen till Norges trupp till VM i Tyskland och Frankrike. Karterud var inte ombytt till de två inledande matcherna, men fanns med på bänken – utan att få speltid – i Norges tredje match. Han fick speltid i omgången därpå, i en 1–0-förlust mot Tjeckien. Han fick än mer speltid i de två avslutande gruppspelsmatcherna, men Norge missade slutspelet sedan man placerat sig som sexa i gruppen. På dessa fem matcher noterades inte Karterud för några poäng.

## Statistik

### Klubblag
| 2011–12                  | Vålerengens IF           | Eliteserien              | 9   | 1  | 1  | 2   | 2   | —  | —  | —  | —  | —  |
| 2012–13                  | Vålerengens IF           | Eliteserien              | 39  | 7  | 2  | 9   | 10  | 6  | 0  | 1  | 1  | 0  |
| 2013–14                  | Soo Greyhounds           | OHL                      | 45  | 11 | 14 | 25  | 19  | 7  | 1  | 1  | 2  | 0  |
| 2014–15                  | Vålerengens IF           | Eliteserien              | 42  | 12 | 19 | 31  | 8   | 10 | 3  | 3  | 6  | 0  |
| 2015–16                  | Vålerengens IF           | Eliteserien              | 45  | 20 | 20 | 40  | 10  | 11 | 1  | 7  | 8  | 12 |
| 2016–17                  | Västerviks IK            | HA                       | 39  | 8  | 6  | 14  | 18  | —  | —  | —  | —  | —  |
| 2016–17                  | Linköping HC             | SHL                      | 12  | 0  | 0  | 0   | 2   | 5  | 0  | 0  | 0  | 0  |
| 2017–18                  | Västerviks IK            | HA                       | 17  | 4  | 3  | 7   | 2   | 10 | 3  | 0  | 3  | 4  |
| 2018–19                  | Karlskrona HK            | HA                       | 42  | 5  | 10 | 15  | 16  | —  | —  | —  | —  | —  |
| 2019–20                  | HK Poprad                | Extraliga                | 19  | 3  | 0  | 3   | 6   | —  | —  | —  | —  | —  |
| 2019–20                  | Vålerengens IF           | Eliteserien              | 16  | 11 | 5  | 16  | 4   | —  | —  | —  | —  | —  |
| 2020–21                  | Vålerengens IF           | Eliteserien              | 14  | 3  | 8  | 11  | 33  | —  | —  | —  | —  | —  |
| 2021–22                  | Vålerengens IF           | Eliteserien              | 30  | 8  | 14 | 22  | 16  | 5  | 0  | 2  | 2  | 2  |
| 2022–23                  | Vålerengens IF           | Eliteserien              | 9   | 5  | 3  | 8   | 0   | 10 | 6  | 2  | 8  | 2  |
| 2023–24                  | Vålerengens IF           | EHL                      | 45  | 13 | 15 | 28  | 58  | 17 | 5  | 8  | 13 | 8  |
| 2024–25                  | Vålerengens IF           | EHL                      | 38  | 14 | 8  | 22  | 18  | 6  | 1  | 1  | 2  | 2  |
| Eliteserien/EHL totalt   | Eliteserien/EHL totalt   | Eliteserien/EHL totalt   | 287 | 94 | 95 | 189 | 159 | 65 | 16 | 24 | 40 | 26 |
| Hockeyallsvenskan totalt | Hockeyallsvenskan totalt | Hockeyallsvenskan totalt | 98  | 17 | 19 | 36  | 36  | 10 | 3  | 0  | 3  | 4  |
| SHL totalt               | SHL totalt               | SHL totalt               | 12  | 0  | 0  | 0   | 2   | 5  | 0  | 0  | 0  | 0  |

### Internationellt
| År            | Lag           | Turnering     | Matcher | Mål | Assists | Poäng | Utv. |
| ------------- | ------------- | ------------- | ------- | --- | ------- | ----- | ---- |
| 2011          | Norge         | U18-VM        | 6       | 1   | 0       | 1     | 2    |
| 2012          | Norge         | U18-VM D1A    | 5       | 2   | 5       | 7     | 4    |
| 2013          | Norge         | JVM D1A       | 5       | 2   | 2       | 4     | 0    |
| 2014          | Norge         | JVM           | 7       | 1   | 2       | 3     | 2    |
| 2017          | Norge         | VM            | 5       | 0   | 0       | 0     | 0    |
| Senior totalt | Senior totalt | Senior totalt | 5       | 0   | 0       | 0     | 0    |
| Junior totalt | Junior totalt | Junior totalt | 23      | 6   | 9       | 15    | 8    |